# Porphyrinia griseata
Porphyrinia griseata là một loài bướm đêm trong họ Noctuidae.